# Département du Travail des États-Unis
Pour les articles homonymes, voir Département du Travail.
Le département du Travail des États-Unis (en anglais : United States Department of Labor) est le département de l’administration fédérale américaine responsable des normes du salaire et du temps de travail, des services de réemploi, de l'assurance chômage, ainsi que de quelques statistiques économiques. Il est dirigé par le secrétaire au Travail. Ce poste est occupé par Lori Chavez-DeRemer depuis le 10 mars 2025.
Le département emploie 17 347 personnes (2004) et dispose d'un budget de 59,7 milliards de dollars.

## Histoire
Les termes originaux de la loi définissant les buts du département étaient « à encourager, promouvoir et développer le bien-être des travailleurs, d'améliorer leurs conditions de travail et d'améliorer leurs possibilités d'emploi rentable. » (« to foster, promote and develop the welfare of working people, to improve their working conditions, and to enhance their opportunities for profitable employment. »).
Le Congrès des États-Unis créa d'abord un bureau du Travail (Bureau of Labor) en 1884 dépendant du département de l'Intérieur. Plus tard, le bureau du Travail devint un département indépendant mais n'ayant pas rang de département exécutif. Il redevint un bureau au sein du département du Commerce et du Travail, qui fut créé le 14 février 1903. Le président William Howard Taft signa le 4 mars 1913 la loi créant le département du Travail faisant partie du cabinet des États-Unis.